# Tipula (Vestiplex) kuwayamai
Tipula (Vestiplex) kuwayamai is een tweevleugelige uit de familie langpootmuggen (Tipulidae). De soort komt voor in het Palearctisch gebied.